# Escola de Frankfurt

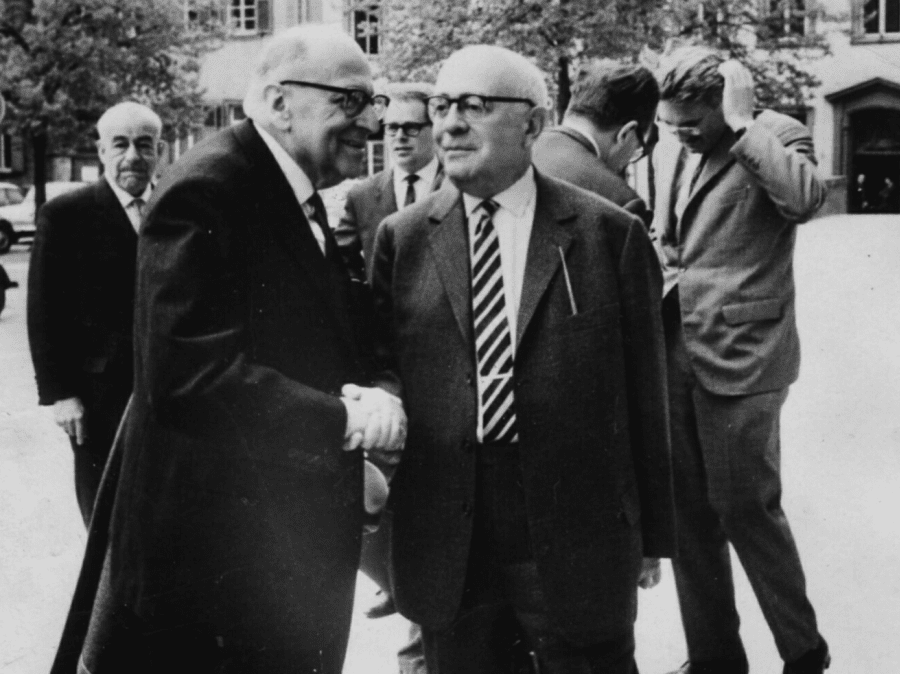
Max Horkheimer (à esquerda), Theodor Adorno (à direita) e Jürgen Habermas (em segundo plano, à direita), Heidelberg (1964).

Escola de Frankfurt (em alemão:  Frankfurter Schule) é uma escola (ou vertente) de teoria social e filosofia, particularmente associada ao Instituto para Pesquisa Social da Universidade de Frankfurt/Francoforte, na Alemanha.  A escola inicialmente consistia de cientistas sociais marxistas dissidentes que acreditavam que alguns dos seguidores de Karl Marx tinham se tornado "papagaios" de uma limitada seleção de ideias de Marx, usualmente em defesa dos partidos comunistas ortodoxos. Entretanto, muitos desses teóricos admitiam que a teoria marxista tradicional não poderia explicar adequadamente o turbulento e inesperado desenvolvimento de sociedades capitalistas no século XX. Críticos tanto do capitalismo e do socialismo da União Soviética, os seus escritos apontaram para a possibilidade de um caminho alternativo para o desenvolvimento social.
Apesar de algumas vezes apenas espontaneamente afiliados, os teóricos da Escola de Frankfurt falaram com um paradigma comum em mente, compartilhando, portanto, os mesmos pressupostos e sendo preocupados com questões similares. A fim de preencher as percebidas omissões do marxismo tradicional, eles solicitaram extrair de outras escolas de pensamento, por isso usaram ensaios de sociologia antipositivista, psicanálise, filosofia existencialista e outras disciplinas. As principais figuras da escola foram solicitadas a aprender e sintetizar os trabalhos de variados pensadores, como Immanuel Kant, Georg Wilhelm Friedrich Hegel, Karl Marx, Sigmund Freud, Georg Simmel, Georg Lukács e, sobretudo, Max Weber.
Seguindo Marx, eles estavam preocupados com as condições que permitiam mudanças sociais e o estabelecimento de instituições racionais. Sua ênfase no componente "crítico" da teoria foi derivada significativamente da sua tentativa de superar os limites do positivismo, materialismo e determinismo retornando à filosofia crítica de Kant e aos seus sucessores no idealismo alemão, principalmente a filosofia de Hegel, com sua ênfase na dialética e contradição como propriedades inerentes da realidade.
Desde a década de 1960, a teoria crítica da Escola de Frankfurt tem sido crescentemente guiada pelo trabalho de Jürgen Habermas na ação comunicativa, intersubjetividade linguística e o que Habermas chama de "discurso filosófico da modernidade".  Mais recentemente, teóricos críticos como Nikolas Kompridis se sonorizaram como oposição a Habermas, afirmando que ele tinha minado as aspirações à mudança social que originalmente davam propósito a vários projetos de teóricos críticos — por exemplo, o problema de que razão deve denotar, a análise e a ampliação de "condições de possibilidade" para a emancipação social e a crítica ao capitalismo moderno.

## Origens históricas

### O Instituto para Pesquisa Social
Deve ser notado que o termo "Escola de Frankfurt" surgiu informalmente para descrever os pensadores afiliados ou meramente associados com o Instituto para Pesquisa Social; esse não é o título de qualquer posição específica ou instituição em si, e poucos desses teóricos usaram esses termos. O Instituto para Pesquisa Social (Institut für Sozialforschung) foi fundado por Felix Weil, em 3 de fevereiro de 1923, com o suporte de professores universitários e apoio financeiro de sua família. Consistia em um anexo da Universidade de Frankfurt e seu primeiro presidente foi Carl Grünberg.

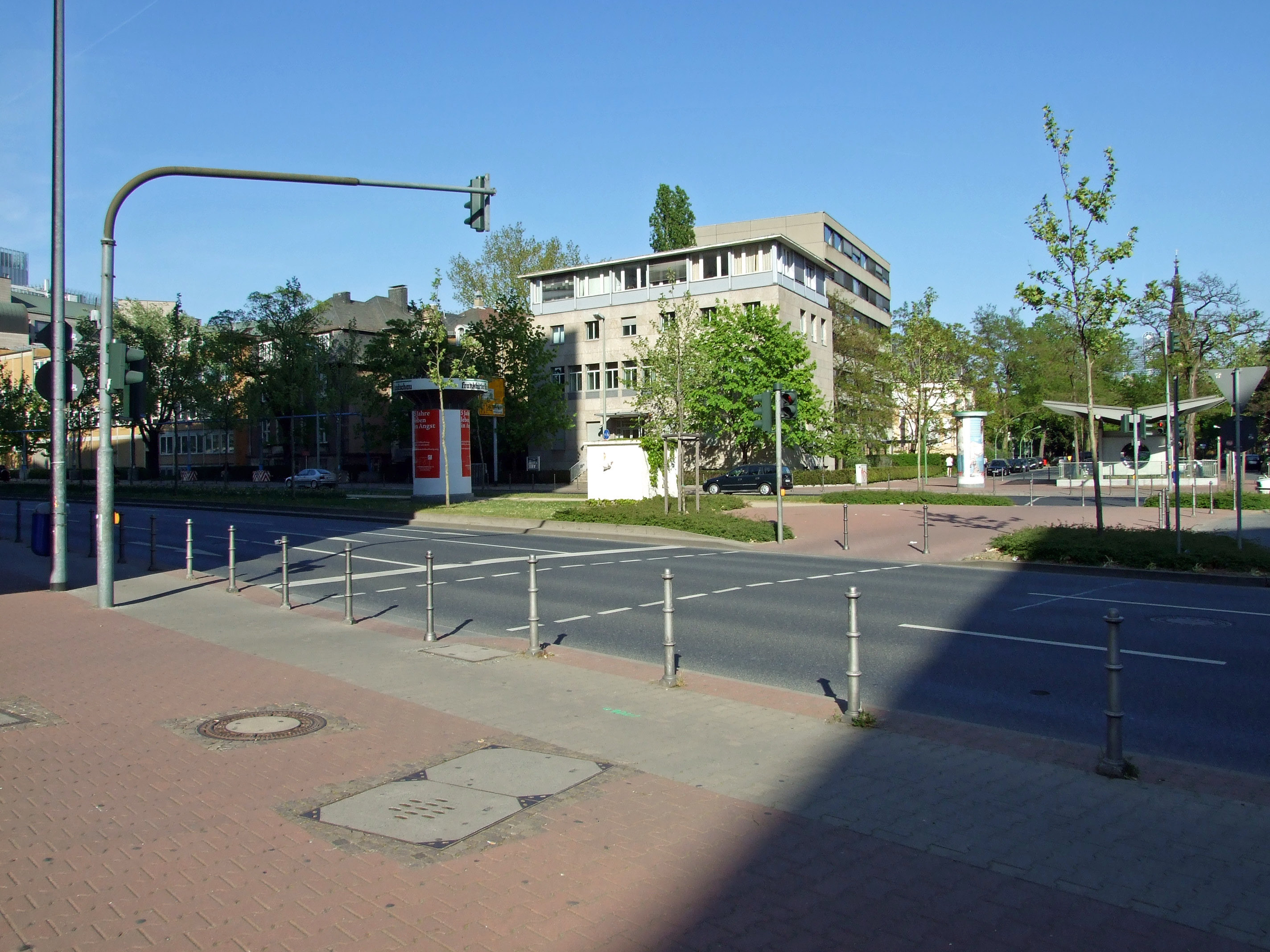
Os chamados "semáforos de Adorno".
Ao fundo, o Instituto para Pesquisa Social.

Weil era um jovem marxista que tinha escrito a sua dissertação sobre problemas práticos de se implementar o socialismo e ela foi publicada por Karl Korsch. Com a esperança de trazer diferentes linhas marxismo para junto, Weil organizou um simpósio de uma semana (a Erste Marxistische Arbeitswoche; em português, 'Primeira Semana de Trabalho Marxista'), em 1922, que foi assistido por Georg Lukács, Karl Korsch, Karl August Wittfogel, Friedrich Pollock e outros. O evento teve tanto sucesso que Weil começou a construir uma sede e a buscar financiamento para uma instituição permanente. Weil negociou com o Ministério da Educação para que o diretor do instituto fosse um professor do estado, de modo que o Instituto de Pesquisa Social tivesse status universitário.
Apesar de Lukács e Korsch terem assistido a Arbeitswoche, na qual foi incluído um estudo de Korsch, Marxismo e Filosofia, ambos eram membros de partidos comunistas  (Húngaro Partido Comunista Alemão, respectivamente) e por demais envolvidos com atividades políticas, para que pudessem  participar ativamente do Instituto; ainda assim, Korsch participou do empreendimento editorial da instituição por alguns anos. O modo como Lukács foi obrigado a repudiar a sua História e Consciência de Classe (em algumas fontes chamada apenas de Consciência de Classe), publicada em 1923 e provavelmente a inspiração maior do trabalho da Escola de Frankfurt, foi um indicador, para muitos, de que a independência do Partido Comunista era necessária para um trabalho teórico genuíno.
A tradição filosófica atualmente referida como "Escola de Frankfurt" é talvez particularmente associada a Max Horkheimer (filósofo, sociólogo e psicólogo social), que se tornou diretor do instituto em 1930 e recrutou muitos dos mais talentosos teóricos da Escola, incluindo Theodor Adorno (filósofo, sociólogo, musicólogo), Erich Fromm (psicanalista), Herbert Marcuse (filósofo) e, como membro do "círculo de fora" do instituto, Walter Benjamin (ensaísta e crítico literário). Entretanto, o título de "escola" pode ser frequentemente mal compreendido, já que os membros do Instituto nem sempre tiveram projetos complementares ou relacionados. Alguns estudiosos têm, portanto, limitado a sua visão da Escola de Frankfurt a Horkheimer, Adorno, Marcuse, Lowenthäl e Pollock.

### O contexto alemão pré-guerra
A turbulência política dos complicados anos entreguerras da Alemanha afetaram de modo importante o desenvolvimento da Escola. Os seus pensadores eram particularmente influenciados pela falha da revolução da classe trabalhadora (precisamente onde Marx havia previsto que uma revolução comunista ocorreria) e pela ascensão do nazismo em uma nação econômica e tecnologicamente avançada como a Alemanha. Isso levou muitos deles a tomar a tarefa de escolher quais partes do pensamento de Marx pudessem servir para clarificar contemporaneamente as condições sociais que o próprio Marx nunca tinha visto. Outra influência chave também veio da publicação de Manuscritos económico-filosóficos e A Ideologia Alemã, nos anos 1930, que mostraram que a continuidade com o hegelianismo que calcava o pensamento de Marx.
Como a influência crescente do nacional socialismo tornou-se cada vez mais ameaçadora, os fundadores do Instituto prepararam-se para movê-lo para outro país. Seguindo a ascensão de Hitler ao poder, em 1933, o Instituto deixou a Alemanha para Genebra antes de se mudar para Nova Iorque, em 1935, onde tornou-se afiliado da Universidade Columbia. O seu jornal Zeitschrift für Sozialforschung foi renomeado de acordo com o local como Studies in Philosophy and Social Science (Estudos em Filosofia e Ciência Social, em tradução livre). Foi neste momento que muitos de seus importantes trabalhos começaram a emergir, ganhando uma recepção favorável na academia inglesa e estadunidense. Horkheimer, Adorno e Pollock afinal voltaram à Alemanha Ocidental no início dos anos 1950, apesar de Marcuse, Lowenthal, Kirchheimer e outros terem escolhido permanecer nos Estados Unidos. Foi apenas em 1953 que o Instituto foi formalmente restabelecido em Frankfurt.

## Principais membros
Membros originais da Escola de Frankfurt:
- Max Horkheimer
- Theodor W. Adorno
- Herbert Marcuse
- Friedrich Pollock
- Erich Fromm
- Otto Kirchheimer
- Leo Löwenthal

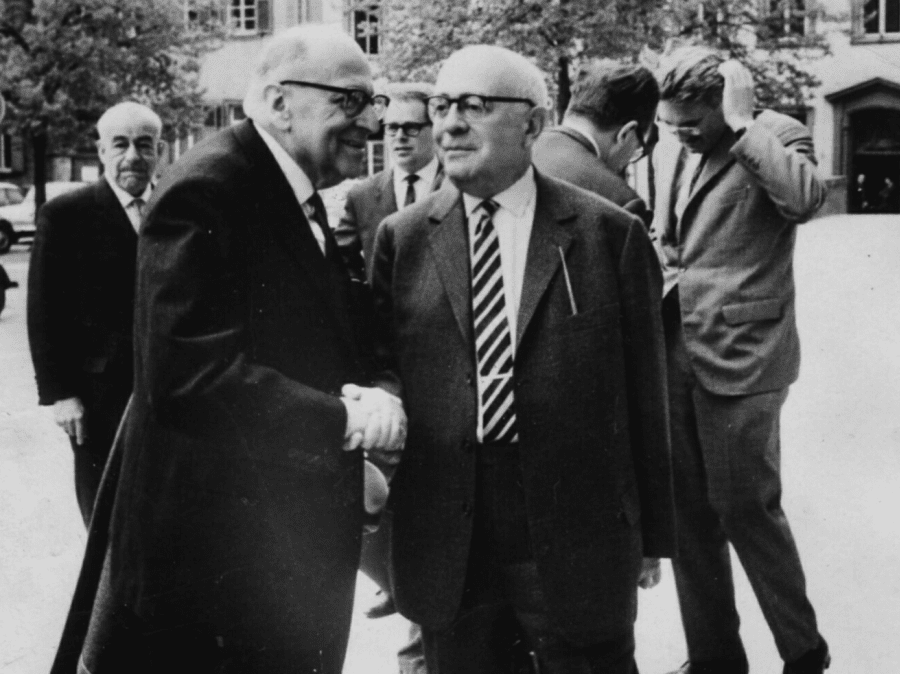
Max Horkheimer (frente, à esquerda), Theodor Adorno (frente, à direita) e Jürgen Habermas ao fundo, em 1965 em Heidelberg.

A "Segunda geração" de teóricos da Escola de Frankfurt incluía:
- Jürgen Habermas
- Franz Neumann
- Oskar Negt
- Alfred Schmidt
- Albrecht Wellmer
- Axel Honneth

Pessoas que foram temporariamente associadas com o Instituto para Pesquisa Social e teóricos da Escola de Frankfurt incluem:
- Walter Benjamin
- Siegfried Kracauer
- Karl August Wittfogel
- Alfred Sohn-Rethel
- Ernst Bloch

## Trabalho teórico

### Fundamentos críticos da ciência social

#### Teoria crítica e crítica da ideologia
O trabalho da Escola de Frankfurt pode ser completamente compreendido sem igualmente entenderem-se as intenções e os objetivos da teoria crítica. Inicialmente delineada por Max Horkheimer no seu "Teoria Tradicional e Teoria Crítica", de 1937, a teoria crítica não pode ser definida como uma autoconsciência social crítica que é o objetivada na mudança e na emancipação através do esclarecimento, e não se liga dogmaticamente aos seus próprios pressupostos doutrinais.

Horkheimer a opôs à "teoria tradicional", que se refere à teoria no modo positivista, cientificista, ou puramente observacional - isto é, do qual derivam generalizações ou "leis" sobre diferentes aspectos do mundo. Baseando-se em Max Weber, Horkheimer argumentou que as ciências sociais são diferentes das ciências naturais, visto que generalizações não podem ser feitas facilmente a partir de supostas experiências, porque o entendimento de uma experiência "social" em si é sempre moldada por ideias que estão nos pesquisadores. O que o pesquisador não percebe é que ele é capturado em um contexto histórico cujas ideologias moldam o pensamento; portanto, a teoria estaria em conformidade com as ideias na mente do pesquisador mais do que na própria experiência:
| “ | Os fatos que os nossos sentidos apresentam para nós são socialmente efetuados de duas maneiras: através do caráter histórico do objeto percebido e através do caráter histórico do órgão que percebe. Ambos não são simplesmente naturais; eles são moldados por atividade humana, e também pelas percepções individuais deles mesmos como receptivos e passivos no ato da percepção. | ” |

Para Horkheimer, abordagens para o entendimento nas ciências sociais não podem simplesmente imitar aquelas das ciências naturais. Apesar de várias abordagens teóricas tornarem-se próximas de romper as restrições ideológicas que as restringem, como o positivismo, pragmatismo, neo-Kantianismo e fenomenologia, Horkheimer argumentaria que elas falharam, porque todas estavam sujeitas a um prejuízo "lógico-matemático" que separava a atividade teórica da vida real (significando que todas aquelas escolas tentaram encontrar uma lógica que sempre permaneceria verdadeira, independentemente de e sem consideração pelas atividades humanas correntes). De acordo com Horkheimer, a resposta apropriada para este dilema é o desenvolvimento de uma teoria crítica.
O problema, Horkheimer argumentou, é epistemológico: nós não deveríamos meramente reconsiderar o cientista, mas o conhecimento individual em geral. Diferente do marxismo ortodoxo, que meramente aplica um "padrão" não original a tanto crítica quanto ação, a teoria crítica procura ser uma autocrítica e rejeita quaisquer pretensões de uma verdade absoluta. A teoria crítica defende a primazia nem da matéria (materialismo) nem da consciência (idealismo), argumentando que ambas as epistemologias distorcem a realidade para o benefício, afinal, de algum grupo pequeno. O que a teoria crítica tenta fazer é colocar ela mesma fora de estruturas filosóficas e do confinamento das estruturas existentes. Entretanto, como um modo de pensar e "recuperar" o autoconhecimento da humanidade, a teoria crítica frequentemente se inspira no marxismo pelos seus métodos e ferramentas.
Horkheimer sustentou que a teoria crítica deveria ser direcionada para a totalidade da sociedade na sua especificidade histórica (i.e. como veio a ser configurada em um específico ponto no tempo), assim como ela deveria melhorar o entendimento da sociedade integrando todas as maiores ciências sociais, incluindo a geografia, economia, história, ciência política, antropologia e psicologia. Enquanto a teoria crítica deve em todas as vezes ser autocrítica, Horkheimer insistiu que uma teoria é somente crítica se é explicativa. A teoria crítica deve portanto combinar pensamento prático e normativo para que possa "explicar o que está errado com a realidade social corrente, identificar atores para mudá-la e fornecer normas claras para o criticismo e finalidades práticas para o futuro." Visto que a teoria tradicional pode apenas refletir e explicar a realidade como presentemente é, o propósito da teoria crítica é mudá-la; nas palavras de Horkheimer, o objetivo da teoria crítica é "a emancipação dos seres humanos das circunstâncias que os escravizam".
Os teóricos da Escola de Frankfurt foram explicitamente associados com a filosofia crítica de Immanuel Kant, na qual o termo crítica significou reflexão filosófica nos limites de reivindicações feitas por certos tipos de conhecimento e uma conexão direta entre crítica e a ênfase na autonomia moral - como oposta às tradicionais deterministas e estáticas teorias de ação humana. Em um contexto intelectual definido pelos dogmáticos positivismo e cientificismo em uma mão e o dogmático "socialismo científico" em outra, teóricos críticos pretenderam reabilitar as ideias de Marx através de uma abordagem filosoficamente crítica.
Já que pensadores ortodoxos marxista-leninistas e social-democratas viam Marx como um novo tipo de ciência positiva, os teóricos da Escola de Frankfurt, como Horkheimer, preferencialmente basearam o seu trabalho na base epistemológica do trabalho de Karl Marx, que apresentava ele mesmo como crítica, como em O Capital. Eles, assim, enfatizaram que Marx estava tentando criar um novo tipo de análise crítica orientada em direção à unidade de teoria e prática revolucionária mais do que um novo tipo de ciência positiva. Crítica, no senso marxista, significa tomar a ideologia de uma sociedade - e.g. a crença na liberdade individual ou no livre mercado sob o capitalismo - e criticá-la comparando-a com a realidade social daquela mesma sociedade - e.g. desigualdade social e exploração. A metodologia na qual os teóricos da Escola de Frankfurt fundamentaram essa crítica veio a ser o que foi antes sendo estabelecido por Hegel e Marx, nomeadamente o método dialético.

#### Método dialético
O Instituto também tentou reformular a dialética como um método concreto. O uso de tal método dialético pode ser devido à filosofia de Hegel, quem concebeu a dialética como a tendência de uma noção para atravessar pela sua própria negação como o resultado do conflito entre os seus aspectos contraditórios inerentes. Em oposição aos modos anteriores de pensamento, os quais viam coisas em abstração, cada uma por si mesma e como pensamento dotado com propriedades fixas, a dialética hegeliana tem a habilidade de considerar ideias conforme os seus movimentos e mudança no tempo, assim como consoante suas inter-relações e interações.
História, de acordo com Hegel, prossegue e desenvolve-se de uma maneira dialética: o presente incorpora a abolição racional, ou "síntese", de contradições passadas. História pode assim ser vista como um processo inteligível (a que Hegel referiu-se como Weltgeist) que é mover-se em direção a uma específica condição - a percepção racional de liberdade humana. Entretanto, considerações sobre o futuro não eram de interesse de Hegel, para quem a filosofia não pode ser prescritiva porque ela é entendida apenas depois do ocorrido. O estudo da história é assim limitado à descrição do passado e de realidades presentes. Por isso, para Hegel e seus sucessores, dialéticas inevitavelmente levam à aprovação do status quo - de fato, a filosofia de Hegel serviu como justificativa para a Teologia cristã e o estado Prusso.
Isto foi ferozmente criticado por Marx e pelos Jovens hegelianos, que afirmaram que Hegel havia ido muito longe ao defender sua concepção abstrata de "Razão absoluta" e havia falhado em observar as "reais" - i.e. indesejáveis e irracionais - condições de vida da classe trabalhadora. Invertendo a dialética idealista de Hegel, Marx explicou a sua própria teoria de materialismo dialético, argumentando que "não é a consciência dos homens que determina o seu ser, mas, pelo contrário, o seu ser social que determina as suas consciências". A teoria de Marx seguiu uma lei de história e espaço materialistas, em que o desenvolvimento das forças produtivas é visto como o motivo primário para deflorar uma mudança histórica, e de acordo com qual as contradições material e social inerentes ao capitalismo irão inevitavelmente levar a sua negação, desse modo substituindo o capitalismo por uma nova forma racional de sociedade: o comunismo.
Marx assim contou vastamente com uma forma de análise dialética. Esse método - para saber a verdade descobrindo as contradições em ideias presentemente predominantes e, por extensão, nas relações sociais às quais elas estão ligadas - expõe a luta básica entre forças opostas. Para Marx, é apenas tornando-se consciente da dialética de tais forças opostas, em uma luta pelo poder, que os indivíduos podem se libertar e mudar a ordem social existente.
Pelo seu lado, os teóricos da Escola de Frankfurt rapidamente vieram a perceber que um método dialético poderia apenas ser adotado se pudesse ser aplicado a si mesmo - o que é dizer, supondo que eles adotassem um método autocorretivo - um método dialético que lhes permitiria corrigir falsas interpretações dialéticas anteriores. Do mesmo modo, a teoria crítica rejeitou os dogmáticos historicismo e materialismo do marxismo ortodoxo. De fato, as tensões materiais e lutas de classes das quais Marx falou não eram mais vistas pelos teóricos da Escola de Frankfurt como tendo o mesmo potencial revolucionário dentro das sociedades ocidentais contemporâneas - uma observação que indicou que as interpretações dialéticas e as previsões de Marx estavam incompletas ou incorretas.
Contrário à práxis ortodoxa marxista, que somente procura implementar uma imutável e estrita ideia de "comunismo" na prática, teóricos críticos tomaram que a práxis e a teoria, seguindo o método dialético, deveriam ser interdependentes e deveriam influenciar mutuamente uma a outra. Quando Marx expôs nas suas Teses de Feuerbach que "filósofos têm apenas interpretado o mundo de muitos modos; o ponto é mudá-lo", a sua ideia real era que a única validade da filosofia era em como ela informa a ação. Teóricos da Escola de Frankfurt corrigiriam isso afirmando que quando a ação falha, então o orientador da teoria deve ser revisto. Em suma, ao pensamento filosófico socialista tem de ser dada a habilidade de criticar a si mesmo e "subjugar" seus próprios erros. Enquanto a teoria deve participar da práxis, a práxis deve também ter uma chance de participar da teoria.

#### Influências iniciais
As influências intelectuais e o foco teórico dos primeiros teóricos da primeira geração da Escola de Frankfurt pode ser resumida como se segue:
| Contexto histórico     | Transição do capitalismo empresarial de pequena escala para o capitalismo monopolista e o imperialismo; movimento socialista cresce, torna-se reformista; emergência do estado de bem-estar social; Revolução Russa e a ascensão do comunismo; período neotécnico; emergência da mídia de massa e cultura de massa, arte "moderna"; ascensão do nazismo.                                                      |
| Teoria weberiana       | Análise histórica comparativa do racionalismo ocidental no capitalismo, no estado moderno, racionalidade secular científica, na cultura e na religião; análise das formas de dominação em geral e de dominação burocrática moderna racional-legal em particular; articulação do distintivo, método hermenêutico das ciências sociais.                                                                         |
| Teoria freudiana       | Crítica da estrutura repressora do "princípio de realidade" de avançadas civilizações e da neurose normal da vida cotidiana; descoberta do inconsciente, do processo primário do pensamento, e do impacto do complexo de Édipo e da ansiedade na vida física; análise das bases psíquicas do autoritarismo e comportamento social irracional.                                                                 |
| Crítica ao positivismo | Crítica ao positivismo como uma filosofia, como uma metodologia científica, como uma ideologia política e como conformismo cotidiano; reabilitação de dialética – negativa –, retorno a Hegel; apropriação de elementos críticos da fenomenologia, historicismo, existencialismo, crítica das suas tendências não-históricas e idealistas; crítica do positivismo lógico e pragmatismo.                       |
| Modernismo estético    | Crítica da "falsa" e reificada experiência trazendo as suas próprias formas e linguagens tradicionais; projeção de modos alternativos de existência e experiência; liberação do inconsciente; consciência da única, moderna situação; apropriação de Kafka, Proust, Schoenberg, Breton; crítica do indústria cultural e cultura "afirmativa"; utopia estética.                                                |
| Teoria marxista        | Crítica da ideologia burguesa; crítica do trabalho alienado; materialismo histórico; história como luta de classes e exploração do trabalho em diferentes modos de produção; análise de sistema do capitalismo como extração do excesso de trabalho através de livre trabalho em livre mercado; unidade de teoria e prática; análise para a causa de revolução, democracia socialista, sociedade sem classes. |
| Teoria cultural        | Crítica da cultura de massa como supressão e absorção da negação, como integração dentro para dentro do status quo; crítica da cultura ocidental como uma cultura de dominação, tanto interna quanto externamente; diferenciação dialética de emancipação e dimensões repressoras da cultura de elite; transvaloração de Nietzsche e da educação estética de Schiller.                                        |

Respondendo à intensificação da alienação e da irracionalidade em uma avançada sociedade capitalista, a teoria crítica é uma compreensiva, ideológico-crítica, um corpo historicamente auto-reflexivo visando simultaneamente a explicar a dominação e apontar as possibilidades de acarretar uma sociedade racional, humana e livre. Teóricos críticos da Escola de Frankfurt desenvolveram numerosas teses sobre estruturas de dominação econômica, política, cultural e psicológica da civilização industrial avançada.
O Instituto fez maiores contribuições em duas áreas relativas à possibilidade do sujeito humano ser racional, i.e. indivíduos que poderiam atuar racionalmente para assumir a sua própria sociedade e a sua própria história. A primeira consiste de um fenômeno social anteriormente considerado no marxismo como parte da "superestrutura" ou como ideologia: estruturas  de personalidade, família e autoridade (um dos primeiros trabalhos publicados sob o título Estudos de Autoridade e de Família), e a esfera da estética e de cultura de massa. Estudiosos viram uma preocupação comum aqui na habilidade do capitalismo de destruir as precondições para consciência política crítica e revolucionária. Isso significava a chegada a uma sofisticada consciência da dimensão profunda em que a opressão social se sustenta. Isso também significa o início do reconhecimento da ideologia como parte das fundações da estrutura social por parte da teoria crítica.

### Crítica da civilização ocidental

#### Dialética do EsclarecimentoeMínima Moralia
Na segunda fase da teoria crítica da Escola de Frankfurt, destacam-se principalmente dois trabalhos: Dialética do Esclarecimento (1944), de Horkheimer e Adorno, e Minima Moralia (1951), de Adorno. Ambos os autores trabalhariam durante o exílio do Instituto, nos Estados Unidos. Enquanto antes se detinham muito em uma análise marxista, nesses trabalhos a teoria crítica foi a sua ênfase. A crítica do capitalismo tornou-se uma crítica da civilização ocidental como um todo. De fato, Dialética do Esclarecimento usa a Odisseia como um paradigma para a análise da consciência burguesa. Horkheimer e Adorno já apresentavam nesses trabalhos muitos dos temas que viriam a dominar o pensamento social dos anos recentes; de fato, a sua exposição da dominação da natureza como uma característica central da razão instrumental, na civilização do Ocidente, foi feita muito antes de o movimento ecológico e a defesa do meio-ambiente se difundirem amplamente na sociedade.
A análise da razão agora vai para um estágio adiante. A racionalidade da civilização ocidental aparece como uma fusão da dominação e da racionalidade tecnológicas, submetendo tudo de natureza externa e interna ao poder do sujeito humano. No processo, entretanto, o próprio sujeito é engolido, e nenhuma força social análoga ao proletariado pode ser identificada como capaz de habilitar o sujeito a se emancipar. Daí vem o subtítulo de Minima Moralia : reflexões a partir da vida danificada. Nas palavras de Adorno:
| “ | Para já a esmagadora objetividade do movimento histórico na sua fase presente consiste até apenas agora na dissolução do sujeito, sem ainda dar origem a um novo, experiência individual necessariamente baseia-se no antigo sujeito, agora historicamente condenado, que é ainda para-si mesmo, mas não mais em-si mesmo. O sujeito ainda sente-se seguro da sua autonomia, mas a nulidade demonstrada aos sujeitos pelo campo de concentração já está ultrapassando a forma da subjetividade. | ” |

Consequentemente, em um tempo em que isso aparece que a realidade tem se tornar a base para a ideologia, a maior contribuição que a teoria crítica pode fazer é explorar as contradições dialéticas do sujeito individual por um lado, e preservar a verdade de teoria no outro. Até o progresso dialético é colocado em dúvida: "a sua verdade ou inverdade não é inerente ao método próprio, mas à sua intenção no processo histórico." Essa intenção tem de ser orientada em direção a integral liberdade e felicidade: "a única filosofia que pode ser responsavelmente praticada em face ao desespero é tentar contemplar todas as coisas como elas apresentariam elas mesmas do ponto de vista da redenção". Adorno prossegue à distância do "otimismo" do marxismo ortodoxo: "ao lado da demanda, assim colocado no pensamento, a questão da realidade ou irrealidade da redenção (i.e. emancipação humana) em si preocupa severamente."
De um ponto de vista sociológico, tanto os trabalhos de Horkheimer quanto os de Adorno contêm uma certa ambivalência acerca da última fonte ou fundação da dominação social, uma ambivalência que deu origem ao "pessimismo" da nova teoria crítica sobre a possibilidade da emancipação e liberdade humanas.
Esta ambivalência foi enraizada, por claro, nas circunstâncias históricas nas quais o trabalho originalmente foi produzido, em particular a ascensão do Nacional Socialismo, stalinismo, capitalismo de estado e cultura de massa como inteiramente novas formas de dominação social que poderiam não ser adequadamente explicadas com base na tradicional sociologia marxista. Para Adorno e Horkheimer, a intervenção estatal na economia tinha efetivamente abolido a tensão no capitalismo entre as "relações de produção" e as "forças produtivas materiais da sociedade" - uma tensão que, de acordo com a tradicional teoria marxista, constituía a contradição primária dentro do capitalismo. O anterior "livre" mercado (como um mecanismo "inconsciente" para a distribuição de bens) e a "irrevogável" propriedade privada da época de Marx tinham sido gradualmente substituídos pelo estado centralizado planificado e pela propriedade socializada dos meios de produção nas sociedades ocidentais contemporâneas. A dialética através da qual Marx previu a emancipação da sociedade moderna é portanto suprimida, efetivamente sendo subjugada a uma racionalidade positivista de dominação.
Dessa segunda "fase" da Escola de Frankfurt, o filósofo e teórico crítico Nikolas Kompridis escreve o seguinte:
| “ | De acordo com a nova visão canônica da história, a teoria crítica da Escola de Frankfurt começou nos anos 1930 como um razoável confidente programa interdisciplinar e materialista, o objetivo geral do que era conectar o criticismo social normativo ao potencial emancipatório latente no processo histórico concreto. Apenas umas década ou mais depois, entretanto, tendo revisitado as premissas da sua filosofia ou história, a Dialética do Esclarecimento de Horkheimer e Adorno conduziu todo o empreendimento, provocativamente e autoconscientemente, para um cético cul-de-sac. Como um resultado, eles ficaram emperrados em dilemas insolúveis da "filosofia do sujeito", e o programa original foi diminuído para uma prática negativista de crítica que evitava os muito normativos ideais dos quais ele implicitamente dependia. | ” |

Kompridis afirma que esse "cético cul-de-sac" chegou com "muita ajuda do uma vez inexprimível e sem precedentes fascismo europeu," e poderia não ter sido chegado sem "algum bom mercado [saída de, ou] Ausgang, mostrando o caminho fora do sempre recorrente pesadelo em que esperanças do esclarecimento e horrores do Holocausto são fatalmente enredados." Entretanto, esse Ausgang, de acordo com Kompridis, não viria até mais tarde - supostamente na forma do trabalho de Jürgen Habermas em bases intersubjetivas da racionalidade comunicativa.

#### Filosofia da música moderna
Adorno, um musicista treinado, escreveu A Filosofia da Música Moderna (1949), em que ele, em essência, polemiza contra a beleza em si - porque isso havia se tornado parte da ideologia da sociedade capitalista avançada e a falsa consciência que contribui à dominação social. Isso assim contribui para a presente sustentabilidade do capitalismo por retribuir uma "estética gentil" e "concordável". Apenas a arte e a música de vanguarda podem preservar a verdade capturando a realidade do sofrimento humano. Assim:
| “ | Que percepções radicais da música são o não transfigurado sofrimento do homem [...] O registro sismógrafáfico de choques traumáticos torna-se, ao mesmo tempo, lei estrutural técnica da música. Isso proíbe a continuidade e o desenvolvimento. A linguagem musical é polarizada de acordo com o seu extremo; em direção a gestos de choques a convulsões do corpo em uma mão e na outra em direção a uma cristalina paralisação do ser humano cuja ansiedade causa congelar nas suas sequências[...] A música moderna vê o absoluto oblívio como o seu objetivo. Essa é a mensagem sobrevivente do desespero do náufrago. | ” |

Essa visão de arte moderna como verdade produtora apenas através da negação da forma e normas estéticas tradicionais de beleza porque elas tornaram-se ideológicas é característica de Adorno e da Escola de Frankfurt em geral. Isso tem sido criticado por aqueles que não compartilham essa concepção de sociedade moderna como uma falsa totalidade que rende concepções e imagens de beleza e harmonia obsoletas tradicionais.

## Dados biográficos
A Escola de Frankfurt foi fundada em 1924 por iniciativa de Félix Weil, filho de Hermann Weil, um grande negociante alemão de grãos de trigo na Argentina. O grupo emergiu no Instituto para Pesquisa Social (em alemão: Institut für Sozialforschung) da Universidade de Frankfurt-am-Main na Alemanha.
Antes dessa denominação tardia (só viria a ser adotada, e com reservas, por Horkheimer na década de 1950), cogitou-se o nome Instituto para o Marxismo, mas optou-se pela denominação ideologicamente inócua de Instituto para a Pesquisa Social. Seja pelo anticomunismo reinante nos meios acadêmicos alemães nos anos 1920-1939, seja pelo fato de seus colaboradores não adotarem o espírito e a letra do pensamento de Marx e do marxismo da época, o Instituto recém-fundado preenchia uma lacuna existente na universidade alemã quanto à história do movimento trabalhista e do socialismo. Carl Grünberg, economista austríaco, foi seu primeiro diretor, de 1923 a 1930. O órgão do Instituto era a publicação chamada Arquivos Grünberg. Horkheimer, a partir de 1931, já com título acadêmico, pôde exercer a função de diretor do Instituto, que se associava à Universidade de Frankfurt. O órgão oficial dessa gestão passou a ser a Revista para a Pesquisa Social, com uma modificação importante: a hegemonia era não mais da economia, e sim da filosofia. A teoria crítica realiza uma incorporação do pensamento de filósofos tradicionais, colocando-os em tensão com o mundo presente.
Entre todos os elementos vinculados ao grupo de Frankfurt, salientam os nomes de Walter Benjamin, Herbert Marcuse, Theodor Wiesengrund-Adorno e Max Horkheimer, aos quais se pode ligar o pensamento de Jürgen Habermas.
Os múltiplos interesses dos pensadores de Frankfurt e o fato de não constituírem uma escola no sentido tradicional do termo, mas uma postura de análise crítica e uma perspectiva aberta para todos os problemas da cultura do século XX, torna difícil a sistematização de seu pensamento. Pode-se, no entanto, salientar alguns de seus temas, chegando-se a compor um quadro de suas principais ideias. De Walter Benjamin, devem-se destacar reflexões sobre as técnicas físicas de reprodução da obra de arte, particularmente do cinema, e as conseqüências sociais e políticas resultantes; de Adorno, o conceito de indústria cultural e a função da obra de arte; de Horkheimer, os fundamentos epistemológicos da posição filosófica de todo o grupo de Frankfurt, tal como se encontram formulados em sua teoria crítica; de Marcuse,  a esperança em novas formas de libertação da Razão e emancipação do ser humano através da arte e do prazer;  finalmente, de Habermas, as ideias sobre a ciência e a técnica como ideologia.
Com a chegada de Hitler ao poder na Alemanha, os membros do Instituto, na sua maioria judeus, migraram para Genebra, depois a Paris e finalmente, para a Universidade de Columbia, em Nova Iorque. A primeira obra coletiva dos frankfurtianos são os Estudos sobre Autoridade e Família, escritos em Paris, onde estes fazem um diagnóstico da estabilidade social e cultural das sociedades burguesas contemporâneas. Nestes estudos, os filósofos põem em questão a capacidade das classes trabalhadoras em levar a cabo transformações sociais importantes.
Com o crescimento da sociedade industrial e as melhorias das condições  do proletariado, os críticos teóricos reconheceram que a estrutura do capitalismo e da história havia mudado de forma decisiva, que os métodos opressivos operavam de uma maneira diferente, e que a classe operária industrial não incorporava a negação mais firme do capitalismo. Isto levou à tentativa de erradicar a dialética em um método de negatividade absoluta, como em "Man on a dimensão" de Herbert Marcuse.
Esta desconfiança, que os afasta progressivamente do marxismo operário, se consuma na Dialética do Esclarecimento de 1947, publicado em Amsterdã onde o termo marxismo já se encontra quase ausente. Em 1949-1950 publicam os Estudos sobre o Preconceito que representa uma inovação significativa nas metodologias de pesquisa social, embora de pouca significação teórica.
Com Erich Fromm e Herbert Marcuse inicia-se  uma frente de trabalho que associa a teoria crítica da sociedade à psicanálise. Fromm, precursor desta frente de trabalho, logo se distancia do núcleo da Escola, e este perde o interesse pela Psicanálise até o início dos trabalhos de Marcuse.
Marcuse, que permanece nos EUA após o retorno do Instituto para a Alemanha em 1948, foi o mais significativo dos frankfurtianos, do ponto de vista das repercussões práticas de seu trabalho teórico, já que teve influência notável nas insurreições antibélicas, nas revoltas estudantis de 1968 e 1969 e também por se tornar um forte anticomunista.
Adorno continuará o trabalho iniciado na Dialética do Esclarecimento, de reformulação dialética da razão ocidental, em sua Dialética Negativa, sendo considerado ainda hoje o mais importante dos filósofos da Escola. Com a sua morte, começa o que alguns chamam de segundo período da Escola de Frankfurt, tendo como principal articulador o antes assistente de Adorno e, depois, seu crítico mais ferrenho: Jürgen Habermas.

## Críticas

### Críticos notórios da Escola de Frankfurt
- Georg Lukács
- Umberto Eco

### Críticas de categorizações psicanalíticas
Em uma entrevista com Casey Blake e Christopher Phelps, o historiador Christopher Lasch criticou as tendências iniciais da Escola de Frankfurt de rejeitar "automáticamente", as críticas de opositores políticos por razões "psiquiátricas":
| “ | The Authoritarian Personality teve uma enorme influência sobre Hofstadter e outros intelectuais liberais, porque mostrou-lhes como conduzir críticas políticas em categorias psiquiátricas, para fazer essas categorias suportarem o peso da crítica política. Este procedimento desculpou-os pelo trabalho difícil de julgamento e argumentação. Em vez de discutir com os adversários, eles simplesmente descartavam-nos por motivos psiquiátricos. | ” |

### Pessimismo de Horkheimer e Adorno
Uma crítica inicial, proveniente da esquerda, argumenta que a teoria crítica da Escola de Frankfurt é nada mais do que uma forma de "idealismo burguês" desprovida de qualquer relação real com a prática política, sendo portanto, totalmente isolada da realidade de qualquer movimento revolucionário em curso. Esta crítica foi capturado na frase de Georg Lukács "Grande Hotel Abismo" como uma síndrome imputada aos membros da Escola de Frankfurt:
| “ | Uma parte considerável da intelligentsia alemã, incluindo Adorno, fixou residência no "Grande Hotel Abismo" que eu descrevi em conexão com minha crítica de Schopenhauer como: "um belo hotel, equipado com todo o conforto, à beira de um abismo, do nada, do absurdo. E a contemplação diária do abismo entre excelentes refeições ou entretenimentos artísticos, só pode aumentar o prazer dos confortos sutilmente oferecidos." | ” |

Filósofo Karl Popper acreditava igualmente que a escola não fez jus à promessa de um futuro melhor de Marx:
| “ | A condenação da nossa sociedade por Marx faz sentido. A teoria de Marx contém a promessa de um futuro melhor. Mas a teoria torna-se vazia e irresponsável se essa promessa é retirada, como é por Adorno e Horkheimer. | ” |

### Soluções de Habermas: teoria crítica "entre passado e futuro"
Em 2006, Nikolas Kompridis (que realizou uma bolsa de pós-doutorado com Jürgen Habermas) publicou novas críticas à abordagem de Habermas à teoria crítica, chamando para uma dramática ruptura com a ética procedimental de racionalidade comunicativa. Escreveu:
| “ | Para a concepção e implicações práticas destas teorias, a reformulação da teoria crítica de Habermas é assolada por seus próprios problemas persistentes... A meu ver, a profundidade destes problemas indicam o quão errada era expectativa de Habermas de que a mudança de paradigma da intersubjetividade linguística tornaria "sem objetivo" os dilemas da filosofia do sujeito. Habermas acusou Hegel de criar uma concepção de razão tão "esmagadora" que, resolveria muito bem o problema da [necessidade de] autoconfiança da modernidade. Ao que parece, no entanto, Habermas tem repetido em vez de evitar o erro de Hegel, criando um paradigma teórico tão abrangente que num curso ele também resolve muito bem os dilemas da filosofia do sujeito e o problema da autoconfiança restabelecida da modernidade. | ” |

Adicionalmente, escreveu:
| “ | A mudança de paradigma da intersubjetividade linguística tem sido acompanhada por uma mudança dramática na autocompreensão da teoria crítica. A prioridade dada às questões da justiça e da ordem normativa da sociedade remodelou a teoria crítica à imagem de teorias liberais da justiça. Embora esta tenha produzido uma variante contemporânea importante das teorias liberais de justiça, diferentes o suficiente para serem um desafio para a teoria liberal, mas não o suficiente para preservar a continuidade suficiente com o passado da teoria crítica, tem enfraquecido gravemente a identidade da teoria crítica e, inadvertidamente, iniciou a sua prematura dissolução. | ” |

Para evitar a dissolução, Kompridis sugere que a teoria crítica deve "reinventar-se" como um empreendimento "possibilidade-divulgação", incorporando ideias controversas de Heidegger sobre Erschlossenheit (Divulgação Mundial) e das fontes de normatividade que ele sente que foram bloqueadas a partir da teoria crítica por sua recente mudança de paradigma. Apelando para o que Charles Taylor nomeou um "novo departamento" da razão, com um papel-revelação possibilidade de que Kompridis chama de "divulgação reflexiva", Kompridis argumenta que a teoria crítica deve abraçar sua herança alemã romântica negligenciada e mais uma vez imaginar alternativas para condições sociais e políticas existentes, "se isto fizer um futuro digno de seu passado."

### Críticas de Umberto Eco
O intelectual italiano teceu diversas críticas aos frankfurtianos, entre elas o anacronismo e a posição elitista de seus teóricos, a defesa da cultura erudita e a rejeição da cultura de massa. No livro Apocalípticos e integrados os clasifica como “apocalípticos”, adjetivo usado largamente na crítica à Escola de Frankfurt. Segundo o autor, eles seriam: 
| “ | responsáveis por esboçar teorias sobre a decadência, enquanto aos integrados, pela falta de teorização, só lhes restaria produzir e afirma: “O Apocalipse é uma obsessão do dissenter, a integração é a realidade concreta dos que não dissentem [grifo do autor]. Caberia aos apocalípticos o papel de consolar o leitor, já que, em meio à catástrofe, se elevariam os “super-homens”, ou seja, aqueles acima da média, que olhariam para o mundo com desconfiança. | ” |

Para Eco (1979), essa atitude seria um convite à passividade.
O problema estaria em pensar a cultura de massa como algo bom ou mau. Para Eco, o verdadeiro problema reside em aceitar que se vive em uma sociedade industrial na qual os meios de massa são uma realidade. A partir de tal premissa, o teórico questiona qual seria então o modo pelo qual os mass media poderiam servir para transmitir valores culturais.

### Críticas econômicas e midiáticas
Durante os anos 1980, os socialistas antiautoritários no Reino Unido e Nova Zelândia criticaram a visão rígida e determinista sobre a cultura popular implantada dentro das teorias da Escola de Frankfurt a respeito da cultura capitalista, que parecia excluir qualquer papel prefigurativo para a crítica social dentro desse trabalho. Eles argumentaram que a EC Comics muitas vezes conteve tais críticas culturais. Recentes críticas da Escola de Frankfurt feitas pelo libertário Instituto Cato focadas na afirmação de que a cultura tem crescido mais sofisticada e diversificada como consequência da liberdade econômica e da disponibilidade dos nichos culturais para a mídia de massa.

## Teoria da conspiração do marxismo cultural
Uma teoria da conspiração envolvendo a Escola de Frankfurt emergiu no início do século XXI, intitulada "marxismo cultural"; segundo seus proponentes, a Escola de Frankfurt seria a origem de um movimento contemporâneo da esquerda mundial para destruir a cultura ocidental. Eles defendem que o multiculturalismo e o politicamente correto são produtos da teoria crítica dos frankfurtianos. Essa teoria é divulgada por pensadores conservadores como William Lind, Pat Buchanan, Paul Weyrich e Olavo de Carvalho e tem recebido o apoio institucional do Free Congress Foundation.

## Obras sobre a Escola de Frankfurt
- JAY, Martin. La imaginacion dialética - Una história de la Escuela de Frankfurt. Madri: Taurus, 1974.
- JAMESON, Friedric. O Marxismo Tardio - Adorno, ou a persistência da dialética. Trad. Luiz Paulo Rouanet. São Paulo: Boitempo, 1997.
- MATOS, Olgária. Os Arcanos do Inteiramente Outro - Escola de Frankfurt - Melancolia e Revolução. São Paulo: Brasiliense, 1996.
- NOBRE, Marcos, Teoria Crítica, Rio de Janeiro: Zahar, 2004.
- SELIGMANN-SILVA, Márcio. Ler o Livro do Mundo. Walter Benjamin: romantismo e crítica poética, São Paulo: Iluminuras/FAPESP, 1999.
- SELIGMANN-SILVA, Márcio. Adorno, S. Paulo: PubliFolha, 2003.
- SELIGMANN-SILVA, Márcio. A atualidade de Walter Benjamin e de Theodor W. Adorno, Rio de Janeiro: Editora Civilização Brasileira, 2009.
- WIGGERSHAUS, Rolf. Escola de Frankfurt - História, desenvolvimento teórico, significação política. Tradução: Vera de Azambuja Harvey. Rio de Janeiro: Difeel, 2002.

## Obras da Escola de Frankfurt
- HORKHEIMER, Max. Teoria Crítica. Trad. Hilde Cohn. São Paulo: Perspectiva, 1990.
- _______________. Eclipse da Razão. São Paulo: Centauro, 1999.
- ADORNO, Theodor. Dialética do Esclarecimento Trad. Guido de Almeida. Rio de Janeiro: Jorge Zahar, 1988.
- _______________. Prismas- Crítica Cultural e Sociedade. Trad. Augustin Wernet e Jorge de Almeida. São Paulo: Ática, 2001.
- _______________. Notas de Literatura I. Trad. Jorge de Almeida. São Paulo: Duas Cidades/Ed. 34, 2003.
- _______________. Teoria Estética. Trad. Artur Morão. Lisboa: Edições 70, [s.d]
- _______________. Experiência e Criação Artística. Trad. Artur Morão. Lisboa; Edicções 70, 2003.
- _______________. On Popular Music.Studien in Pholosofy and Social Sciense(Revista do Instituto), nº 1, 1941.
- MARCUSE, Herbert. Cultura e Sociedade. Vol. 1. Tradução: Wolfgang Leo Maar et alii. Rio de Janeiro: Paz e Terra, 1997.
- ____________________________________. Vol. 2. Tradução: Isabel Loureiro et alii. Rio d
- ________________. Cultura e Psicanálise. Tradução: Isabel Loureiro. Rio de Janeiro: Paz e Terra, 2001.
- ________________. El Marxismo Soviético. Madri: Alianza, 1969.
- ________________. Eros e Civilização. Tradução: Álvaro Cabral. Rio de Janeiro: LTC, 1999.
- ________________. O fim da utopia. Rio de Janeiro: Paz e Terra, 1969.
- ________________. Ideologia da Sociedade Industrial. O Homem Unidimensional Tradução: Giasone Rebuá. Rio de Janeiro: Jorge Zahar, 1978.
- –––. A Grande Recusa Hoje. Tradução: Isabel Loureiro e Robespierre de Oliveira. Petrópolis: Vozes, 1999.
- –––. Ontología de Hegel. Barcelona: Martinez Roca, 1970.
- –––. Para uma teoria crítica de la sociedad. Caracas: Tiempo Nuevo, 1971.
- –––. Razão e Revolução. Rio de Janeiro: Paz e Terra, 1998.
- –––. Tecnologia, Guerra e Fascismo. São Paulo: Ed. Unesp, 1999.
- BENJAMIN, Walter. A Modernidade e os Modernos, Rio de Janeiro: Tempo Brasileiro, 1975.
- ——— (1984), Haxixe, São Paulo: Brasiliense.
- ——— (1984), Origem do Drama Barroco Alemão, trad. e pref. Sérgio Paulo Rouanet, São Paulo: Brasiliense.
- ——— (1984), Reflexões: a criança, o brinquedo, a educação, trad. Marcus Vinicius Mazzari 3ª ed. , São Paulo: Summus.
- ——— (1985),  Geada, Eduardo, ed., Estéticas do Cinema, trad. Tereza Coelho, Lisboa: D. Quixote.
- ——— (1985), Obras Escolhidas, I, Magia e técnica, arte e política, trad. S.P. Rouanet, São Paulo: Brasiliense.
- ——— (1987), Obras Escolhidas, II, Rua de mão única, trad. de R.R. Torres F. e J.C.M. Barbosa, São Paulo: Brasiliense.
- ——— (1989), Obras Escolhidas, III, Chrales Baudelaire, um lírico no auge do capitalismo, trad. de J.C.M. Barbosa e H.A. Baptista, São Paulo: Brasiliense.
- ——— (1986), Documentos de Cultura, Documentos de Barbárie: escritos escolhidos, introd. Willi Bolle, trad. Celeste H. M. Ribeiro de Sousa, São Paulo: Cultrix.
- ——— (1989),  Smith, Gary, notas, ed., Diário de Moscou, pref. Gerschom Scholem, trad. Hildegard Herbold, São Paulo: Companhia das Letras.
- ——— (1992), Histórias e Contos, trad. Telma Costa, Teorema Parâmetro desconhecido |palce= ignorado (ajuda).
- ——— (1992), Sobre Arte, Técnica, Linguagem e Política, pref. Theodor W. Adorno, Lisboa: Relógio d’Àgua.
- ——— (1992), Rua de Sentido Único e Infância em Berlim por Volta de 1900, pref. Susan Sontag, Lisboa: Relógio d’Água.
- ——— (1993), O Conceito de Crítica de Arte no Romantismo Alemão, trad., pref. e notas de Márcio Seligmann-Silva, São Paulo: Iluminuras/ EDUSP.
- ———; Scholem, Gerschom (1993), Correspondência, rev. Plinio Martins Filho, São Paulo: Perspectiva.
- ——— (1994), Kafka, trad. e introd. Ernesto Sampaio, Lisboa: Hiena.
- ——— (1999), Sonetos, trad. Vasco Graça Moura, Porto: Campo das Letras.
- ——— (1999),  Seligmann-Silva, Márcio, ed., Leituras, São Paulo: FAPESP.
- ——— (2004),  Barrento, João, apres., trad., ed., Origem do Drama Trágico Alemão, Lisboa: Assírio & Alvim.
- ——— (2004), Imagens de Pensamento, trad. João Barrento, Lisboa: Assírio & Alvim.
- ——— (2006),  Bolle, W, ed., Passagens, São Paulo: IMESP.